# Carebara similis
Carebara similis (лат.) — вид очень мелких муравьёв рода Carebara из подсемейства Myrmicinae (Formicidae). Эндемик Никобарских островов (Индия).

## Описание
Мелкие муравьи желтовато-коричневого цвета. Длина тела рабочих составляет 1—2 мм. Усики рабочих 10-члениковые. Глаза мелкие. Проподеальные шипики отсутствуют. Стебелёк между грудкой и брюшком состоит из двух члеников: петиолюса и постпетиолюса (последний четко отделен от брюшка), жало развито. Самки и самцы не найдены.

## Систематика
Вид был описан в 1862 году австрийским мирмекологом профессором Густавом Майром по материалам из Индии (Никобарские острова) под первоначальным названием Solenopsis similis Mayr, 1862. Затем включался в состав родов Pheidologeton (с 1990 года: Emery, 1900), Aneleus (с 1924: Emery, 1924), Oligomyrmex (с 1966: Ettershank, 1966). В 2004 году включён в состав рода Carebara (Fernández, 2004). Валидный статус был подтверждён в 2014 году в ходе ревизии местной фауны индийскими энтомологами Химендером Бхарти (Himender Bharti; Department of Zoology and Environmental Sciences, Punjabi University, Патиала, Пенджаб, Индия) и Ш. А. Акбаром. Относят к трибе Solenopsidini или Crematogastrini.